# Abel Braga
Abel Carlos da Silva Braga, detto Abel Braga (Rio de Janeiro, 1º settembre 1952), è un allenatore di calcio ed ex calciatore brasiliano, di ruolo difensore.

## Caratteristiche tecniche
Calciatore alto e robusto, giocava come difensore centrale.

## Carriera

### Club
Abel Braga iniziò a giocare nelle giovanili del Fluminense nel 1968, venendo incluso nella rosa della prima squadra nel 1971, anno in cui conquistò il suo primo titolo, il Campionato Carioca, ripetendo l'impresa nel 1973, 1975 e 1976 sempre con il Fluminense.
Nel 1977 si trasferì al Vasco da Gama, dove vinse nuovamente il titolo statale; fu nella squadra del São Januário che Abelão si confermò come titolare, visto che nel Fluminense era generalmente considerato una riserva. Approdò dunque alla Nazionale di calcio brasiliana guidata all'epoca da Cláudio Coutinho.
Tre anni dopo il suo arrivo al Vasco da Gama, si trasferì all'estero, in Europa — più precisamente in Francia — al Paris Saint Germain. Rimase nella capitale transalpina dal 1978 al 1980 prima di tornare in Brasile per giocare prima al Cruzeiro e poi con il Botafogo, dal 1983 al 1984.
Nel 1985 passò al Goytacaz, dove chiuse la carriera.

### Nazionale
Con il Brasile ha giocato cinque partite (di cui solo una ufficiale) partecipando al Campionato mondiale di calcio 1978. Ha inoltre fatto parte della Nazionale olimpica ai Giochi Olimpici di Monaco 1972.

### Allenatore
La sua carriera come tecnico iniziò nello stesso club che lo aveva visto terminare la sua carriera da calciatore, il Goytacaz. L'anno seguente si trasferì in Portogallo per allenare il Rio Ave, tornando in patria nel 1987 al Botafogo, squadra in cui aveva militato da giocatore. Il periodo alla guida del Fogão fu breve, e dopo poco tempo si trasferì nella città di Recife alla corte del Santa Cruz.

#### In Portogallo
Nel 1988 fu assunto dall'Internacional, ma lasciò l'incarico l'anno seguente per tornare in Portogallo al Famalicão, che si trovava nella seconda serie del campionato portoghese. Nel suo primo anno nella squadra, riuscì a portarlo in Primeira Liga. Nella stagione 1990-1991 i risultati non furono entusiasmanti, ma il club si salvò comunque dalla retrocessione, chiudendo al quattordicesimo posto. Fino alla metà della stagione 1991-1992 rimase alla guida del club di Vila Nova de Famalicão, trasferendosi poi a Lisbona per portare il Belenenses in prima divisione, portando gli Azúis do Restelo al settimo posto nella stagione seguente. Passato al Vitória de Setúbal, chiuse il campionato all'ottavo posto.

#### Di ritorno in Brasile
Dopo cinque anni trascorsi in Portogallo, Abel Braga tornò nella sua terra natale nel 1995 per guidare il Vasco da Gama, altra squadra di cui aveva vestito i colori durante la sua carriera agonistica. Dopo solo due mesi fu esonerato e guidò l'Internacional fino al termine della stagione.
Nel 1997 fu l'Atlético Paranaense ad assumere il tecnico che per un anno allenò il club prima di passare al Coritiba e nello stesso anno al Paraná Clube, per un periodo breve ma sufficiente a ricoprire l'incarico di tecnico delle tre maggiori squadre dello Stato di Paraná consecutivamente.
Al poco tempo trascorso al Paraná Clube seguì un ritorno al Vasco, che allenò per alcuni mesi dopo la sconfitta nel Campionato mondiale per club FIFA 2000; chiamato in Francia, l'allenatore lasciò il Vasco poco prima della finale del campionato Carioca, che si concluse nella vittoria per 5-1 sul Flamengo; nel luglio 2000 passò all'Olympique Marsiglia.
Tornato in Brasile nel 2001, guidò Atlético Mineiro e Botafogo, non rimanendo molto tempo in quest'ultimo club, dimettendosi l'anno dopo a causa della debolezza della rosa. Nel 2002 allenò nuovamente l'Atlético Paranaense.
Nel 2003 ricoprì l'incarico di allenatore del Ponte Preta con l'obiettivo di mantenerlo in Série A ma a causa del ventunesimo posto ottenuto Abel Braga lasciò il club dopo il termine del campionato.
Guidò il Flamengo nel 2004, con Andrade come vice, cercando la qualificazione per la Coppa Libertadores 2005. Dopo la vittoria del Campionato Carioca, la squadra giunse in finale di Coppa del Brasile contro il Santo André. Dopo il pareggio per 2-2 a Santo André, fu sconfitto per 2-0 allo Stadio Maracanã, perdendo così la possibilità di vincere e la conseguente qualificazione alla Libertadores. Dopo il match Abel Braga dichiarò che quella era stata la peggiore sconfitta della sua carriera.
Nel 2005, dopo sei mesi senza calcio, tornò al club con cui aveva mosso i primi passi nel mondo del calcio, il Fluminense, completando così il ciclo che lo aveva visto alla guida dei quattro maggiori club di Rio. Con il tricolor carioca arrivò un altro titolo statale ed un'altra finale il Coppa del Brasile, persa ancora contro un club di San Paolo, il Paulista.
Diversamente da cosa successe al Flamengo, con la dirigenza che decise di esonerare l'allenatore dopo la sconfitta, il Fluminense lo confermò in vista del Campeonato Brasileiro Série A 2005, dove la squadra guidata da Braga terminò al quinto posto, appena ad una posizione dalla zona Libertadores. Nella Copa Sudamericana 2005 il club arrivò ai quarti di finale.

#### La vittoria mondiale
Nel 2006 Abel Braga tornò a Porto Alegre per assumere di nuovo la guida dell'Internacional. L'inizio non fu dei migliori e nei primi tre mesi, la squadra perse il Campionato Gaúcho dopo due pareggi con i rivali del Grêmio, ma la dirigenza decise di mantenerlo in panchina per l'incombente Coppa Libertadores 2006. La fiducia fu ripagata con la vittoria del titolo di campione d'America, il primo per il club, dopo una finale con i connazionali del San Paolo, vincitori della Coppa del Campionato del Mondo per club FIFA 2005. La vittoria garantì al club colorado un posto alla Coppa del mondo per club FIFA 2006, in programma nel dicembre di quell'anno. Arrivato in finale, l'Internacional sconfisse a sorpresa il Barcellona, ottenendo dunque il trofeo, e chiuse il campionato nazionale al secondo posto.
Grazie all'annata densa di vittorie, Abel Braga mantenne il suo posto come allenatore dell'Internacional rinnovando il contratto per un anno. Nel campionato statale il club non superò la prima fase e non passò agli ottavi in Copa Libertadores; in seguito a questi risultati negativi, Braga fu esonerato.
Una volta lasciato il club, l'allenatore rifiutò le proposte del Cruzeiro e dell'Atlético Mineiro, ed ammise di aver ricevuto proposte dalla Francia e dagli Emirati Arabi Uniti. Dopo solo quattro mesi dall'esonero tornò poi alla guida dell'Internacional.
Dal 2008 al 2011 ha allenato l'Al-Jazira Club di Abu Dhabi prima di tornare al Fluminense dopo sei anni.

#### 2012-2015
Dopo un periodo alla guida dell'Al Jazira, dove ha vinto il campionato durante il suo ultimo anno, è tornato al Fluminense. Il club stava lottando dopo che Muricy Ramalho è stato licenziato. Nonostante abbia avuto poco tempo per sistemare la squadra, che era nelle posizioni più basse del Campeonato Brasileiro Série A quando è subentrato, è riuscito a finire l'anno al terzo posto e a qualificarsi per la Copa Libertadores. Nel 2012 ha guidato il Fluminense alla vittoria del Campeonato Brasileiro Série A ed è stato premiato come miglior allenatore della lega.
Il 30 maggio 2013, dopo l'eliminazione del Fluminense contro il Paraguayan Club Olimpia dalla Copa Libertadores 2013, competizione che l'influenza era una delle favorite, il Braga è stato umiliato dai tifosi rivali nell'arrivo del club. Allo stesso tempo, i tifosi del Tricolore hanno scritto sui muri del Laranjeiras, quartier generale del club, "Fora Abel" (Abel out) e "Time Sem Vergonha" (Team senza vergogna).
Il 29 luglio 2013, dopo cinque sconfitte consecutive nel campionato brasiliano 2013, che tengono il club in zona retrocessione, il Braga è stato espulso dal Fluminense.
Nel gennaio 2014, Braga è tornato all'Internacional come allenatore. Il 15 dicembre, ha annunciato che non avrebbe continuato come allenatore dell'Internacional.
Il Braga è tornato all'Al Jazira per un secondo periodo nell'estate del 2015, ma si è separato dal club a dicembre dopo una serie di scarsi risultati.

#### 2017-2021
Il Fluminense ha ingaggiato il Braga il 1º dicembre 2016, come capo allenatore per la stagione 2017. Il Fluminense ha avuto una prestazione decente nel primo semestre del 2017, quando il Fluminense è diventato campione della Primeira Liga, vicecampione del Campeonato Carioca 2017, ma non è riuscito ad avanzare agli ottavi della Copa do Brasil 2017. C'era la speculazione del suo ritiro dopo che suo figlio João Pedro è morto a metà stagione. Il Fluminense ha concluso il Campeonato Brasileiro 2017 al 14º posto e ha raggiunto gli ottavi nella Copa Sudamericana 2017.
Abel Braga ha continuato come capo allenatore del Fluminense per il 2018. Il Fluminense ha avuto uscite anticipate in ogni torneo giocato nel 2018. Prima della pausa di mezza stagione brasiliana per la Coppa del Mondo FIFA 2018, Abel si è dimesso dopo un periodo di 18 mesi. Abel è attualmente il detentore del record per il secondo numero di partite come capo allenatore del Fluminense.
Il 2 gennaio 2019, il Flamengo ha assunto Abel Braga come capo allenatore. Hanno confermato il loro status di favoriti vincendo il Campeonato Carioca 2019. Si è dimesso il 29 maggio dopo essere stato contestato dai tifosi.
Cruzeiro ha annunciato il Braga come capo allenatore il 27 settembre 2019, ma lo ha licenziato il 29 novembre dopo aver vinto tre partite su 14. È stato annunciato come capo allenatore del Vasco da Gama per la stagione 2020 il 16 dicembre 2019, ma si è dimesso il 16 marzo successivo.
Il 10 novembre 2020, il Braga è tornato all'Internacional per il settimo periodo da allenatore, sostituendo Eduardo Coudet. Ha fatto una grande campagna, chiudendo il campionato al secondo posto, al di sopra delle aspettative dei media sportivi. Lascia il club alla fine della stagione 2020.

#### Nuova avventura europea
Il 7 giugno 2021 viene annunciato come capo allenatore del club svizzero FC Lugano. Il 1 settembre 2021 viene esonerato.

## Controversie
Lungo tutto il corso della sua carriera, Abel Braga è stato spesso considerato una persona dalla scarsa diplomazia a causa delle sue dichiarazioni, come quando la richiesta pubblica di rinforzi gli causò l'esonero al Botafogo. Nel 2006 subì diverse squalifiche, come quella nel mese di ottobre a causa di insulti rivolti all'arbitro Wagner Tardelli, altre due per non aver rispettato la precedente squalifica ed un'altra della durata di novanta giorni. Sempre nel 2006 fu citato in giudizio dall'arbitro Luiz Carlos Silva per danni morali, riguardo ad un episodio risalente al 2001, durante il periodo in cui Braga guidava l'Atlético Mineiro.

## Statistiche

### Statistiche da allenatore

#### Club
Statistiche aggiornate al 3 ottobre 2024; in grassetto le competizioni vinte.
| Stagione                   | Squadra                    | Campionato                 | Campionato | Campionato | Campionato | Campionato | Coppe nazionali | Coppe nazionali | Coppe nazionali | Coppe nazionali | Coppe nazionali | Coppe continentali | Coppe continentali | Coppe continentali | Coppe continentali | Coppe continentali | Altre coppe | Altre coppe | Altre coppe | Altre coppe | Altre coppe | Totale | Totale | Totale | Totale | % Vittorie | Piazzamento      |
| Stagione                   | Squadra                    | Comp                       | G          | V          | N          | P          | Comp            | G               | V               | N               | P               | Comp               | G                  | V                  | N                  | P                  | Comp        | G           | V           | N           | P           | G      | V      | N      | P      | %          | Piazzamento      |
| -------------------------- | -------------------------- | -------------------------- | ---------- | ---------- | ---------- | ---------- | --------------- | --------------- | --------------- | --------------- | --------------- | ------------------ | ------------------ | ------------------ | ------------------ | ------------------ | ----------- | ----------- | ----------- | ----------- | ----------- | ------ | ------ | ------ | ------ | ---------- | ---------------- |
| 1985                       | Goytacaz                   | B                          | 3          | 2          | 0          | 1          | -               | -               | -               | -               | -               | -                  | -                  | -                  | -                  | -                  | -           | -           | -           | -           | -           | 3      | 2      | 0      | 1      | 66,67      | Risoluz.         |
| 1985                       | Botafogo                   | A+RJ                       | 20+15      | 8+5        | 4+6        | 8+4        | -               | -               | -               | -               | -               | -                  | -                  | -                  | -                  | -                  | -           | -           | -           | -           | -           | 35     | 13     | 10     | 12     | 37,14      | Sub 19°          |
| 1985-1986                  | Rio Ave                    | SD                         | 28         | 18         | 10         | 0          | CP              | 3               | 2               | 0               | 1               | -                  | -                  | -                  | -                  | -                  | -           | -           | -           | -           | -           | 31     | 20     | 10     | 1      | 64,52      | Sub. 1° (prom.)  |
| 1986                       | Vitória                    | CB                         | 24         | 5          | 11         | 8          | -               | -               | -               | -               | -               | -                  | -                  | -                  | -                  | -                  | -           | -           | -           | -           | -           | 24     | 5      | 11     | 8      | 20,83      | Eson.            |
| 1987                       | Galícia                    | Ba                         | 22         | 4          | 4          | 14         | -               | -               | -               | -               | -               | -                  | -                  | -                  | -                  | -                  | -           | -           | -           | -           | -           | 22     | 4      | 4      | 14     | 18,18      | 10°              |
| 1987                       | Santa Cruz                 | A                          | 15         | 3          | 5          | 7          | -               | -               | -               | -               | -               | -                  | -                  | -                  | -                  | -                  | -           | -           | -           | -           | -           | 15     | 3      | 5      | 7      | 20,00      | 7°               |
| 1988                       | Santa Cruz                 | Per+CU                     | 24+10      | 18+3       | 1+2        | 5+5        | -               | -               | -               | -               | -               | -                  | -                  | -                  | -                  | -                  | -           | -           | -           | -           | -           | 34     | 21     | 3      | 10     | 61,76      | Resc. cons.      |
| Totale Santa Cruz          | Totale Santa Cruz          | Totale Santa Cruz          | 49         | 24         | 8          | 17         |                 | -               | -               | -               | -               |                    | -                  | -                  | -                  | -                  |             | -           | -           | -           | -           | 49     | 24     | 8      | 17     | 48,98      |                  |
| 1988                       | Internacional              | CU                         | 23         | 13         | 8          | 2          | -               | -               | -               | -               | -               | -                  | -                  | -                  | -                  | -                  | -           | -           | -           | -           | -           | 23     | 13     | 8      | 2      | 56,52      | Sub 2º           |
| 1989                       | Internacional              | G                          | 26         | 14         | 7          | 5          | -               | -               | -               | -               | -               | CL                 | 12                 | 5                  | 3                  | 4                  | -           | -           | -           | -           | -           | 38     | 19     | 10     | 9      | 50,00      | 2º               |
| 1989-1990                  | Famalicão                  | SD                         | 34         | 18         | 11         | 5          | CP              | 3               | 2               | 0               | 1               | -                  | -                  | -                  | -                  | -                  | -           | -           | -           | -           | -           | 37     | 20     | 11     | 6      | 54,05      | 2° (prom.)       |
| 1990-1991                  | Famalicão                  | PD                         | 38         | 11         | 11         | 16         | CP              | 3               | 2               | 0               | 1               | -                  | -                  | -                  | -                  | -                  | -           | -           | -           | -           | -           | 41     | 13     | 11     | 17     | 31,71      | 13°              |
| 1991                       | Internacional              | G                          | 18         | 11         | 5          | 2          | -               | -               | -               | -               | -               | -                  | -                  | -                  | -                  | -                  | -           | -           | -           | -           | -           | 18     | 11     | 5      | 2      | 61,11      | Resc. cons.      |
| nov. 1991-1992             | Belenenses                 | SD                         | 20         | 12         | 6          | 2          | CP              | 4               | 2               | 2               | 0               | -                  | -                  | -                  | -                  | -                  | -           | -           | -           | -           | -           | 24     | 14     | 8      | 2      | 58,33      | Sub. 2° (prom.)  |
| 1992-1993                  | Belenenses                 | PD                         | 34         | 11         | 12         | 11         | CP              | 3               | 2               | 0               | 1               | -                  | -                  | -                  | -                  | -                  | -           | -           | -           | -           | -           | 37     | 13     | 12     | 12     | 35,14      | 7°               |
| ago.-ott. 1993             | Belenenses                 | PD                         | 7          | 3          | 1          | 3          | CP              | -               | -               | -               | -               | -                  | -                  | -                  | -                  | -                  | -           | -           | -           | -           | -           | 7      | 3      | 1      | 3      | 42,86      | Eson.            |
| Totale Belenenses          | Totale Belenenses          | Totale Belenenses          | 61         | 26         | 19         | 16         |                 | 7               | 4               | 2               | 1               |                    | -                  | -                  | -                  | -                  |             | -           | -           | -           | -           | 68     | 40     | 21     | 17     | 58,82      |                  |
| nov. 1993-1994             | Famalicão                  | PD                         | 21         | 2          | 7          | 12         | CP              | 3               | 2               | 0               | 1               | -                  | -                  | -                  | -                  | -                  | -           | -           | -           | -           | -           | 37     | 20     | 11     | 6      | 54,05      | Sub. 17° retr.   |
| Totale Famalicão           | Totale Famalicão           | Totale Famalicão           | 93         | 31         | 29         | 33         |                 | 9               | 6               | 0               | 3               |                    | -                  | -                  | -                  | -                  |             | -           | -           | -           | -           | 102    | 37     | 29     | 36     | 36,27      |                  |
| ago.-ott. 1994             | Rio Ave                    | SD                         | 6          | 2          | 1          | 3          | CP              | -               | -               | -               | -               | -                  | -                  | -                  | -                  | -                  | -           | -           | -           | -           | -           | 6      | 2      | 1      | 3      | 33,33      | Eson.            |
| Totale Rio Ave             | Totale Rio Ave             | Totale Rio Ave             | 34         | 20         | 11         | 3          |                 | 3               | 2               | 0               | 1               |                    | -                  | -                  | -                  | -                  |             | -           | -           | -           | -           | 37     | 22     | 11     | 4      | 59,46      |                  |
| nov. 1994-feb. 1995        | Vitória Setubal            | PD                         | 12         | 1          | 2          | 9          | CP              | 2               | 2               | 0               | 0               | -                  | -                  | -                  | -                  | -                  | -           | -           | -           | -           | -           | 14     | 3      | 2      | 9      | 21,43      | Sub. Eson.       |
| 1995                       | Vasco da Gama              | RJ                         | 14         | 5          | 6          | 3          | -               | -               | -               | -               | -               | -                  | -                  | -                  | -                  | -                  | -           | -           | -           | -           | -           | 14     | 5      | 6      | 3      | 35,71      | Sub. 4°          |
| 1995                       | Internacional              | G+A                        | 6+23       | 3+9        | 1+8        | 2+6        | -               | -               | -               | -               | -               | -                  | -                  | -                  | -                  | -                  | -           | -           | -           | -           | -           | 29     | 12     | 9      | 8      | 41,38      | Sub. 8°          |
| 1997                       | Guarani                    | A1/SP                      | 5          | 0          | 3          | 2          | -               | -               | -               | -               | -               | -                  | -                  | -                  | -                  | -                  | -           | -           | -           | -           | -           | 5      | 0      | 3      | 2      | &0,00      | Sub. Eson.       |
| 1997                       | Atlético Paranaense        | A                          | 25         | 9          | 6          | 10         | -               | -               | -               | -               | -               | -                  | -                  | -                  | -                  | -                  | -           | -           | -           | -           | -           | 25     | 9      | 6      | 10     | 36,00      | 18°              |
| 1998                       | Atlético Paranaense        | Par+A                      | 26+5       | 20+0       | 6+2        | 0+3        | TP              | 5               | 3               | 1               | 1               | -                  | -                  | -                  | -                  | -                  | -           | -           | -           | -           | -           | 36     | 23     | 9      | 4      | 63,89      | Eson.            |
| 1999                       | Coritiba                   | Par+A                      | 9+11       | 7+2        | 1+4        | 1+5        | CB              | 1               | 0               | 1               | 0               | -                  | -                  | -                  | -                  | -                  | -           | -           | -           | -           | -           | 21     | 9      | 6      | 6      | 42,86      | Eson.            |
| 1999-2000                  | Paraná                     | A                          | 8          | 3          | 1          | 4          | CB              | -               | -               | -               | -               | CON                | 4                  | 2                  | 0                  | 2                  | CSM         | 8           | 4           | 2           | 2           | 20     | 9      | 3      | 8      | 45,00      | Sub. 17° (retr.) |
| 2000                       | Vasco da Gama              | RJ                         | 18         | 14         | 2          | 2          | CB              | 5               | 2               | 3               | 0               | -                  | -                  | -                  | -                  | -                  | -           | -           | -           | -           | -           | 23     | 16     | 5      | 2      | 69,57      | Dimis.           |
| lug.-nov. 2000             | Olympique Marsiglia        | D1                         | 16         | 5          | 3          | 8          | CF+CdL          | -               | -               | -               | -               | -                  | -                  | -                  | -                  | -                  | -           | -           | -           | -           | -           | 16     | 5      | 3      | 8      | 31,25      | Eson.            |
| 2001                       | Atlético Mineiro           | MG                         | 13         | 7          | 4          | 2          | CB              | 3               | 1               | 1               | 1               | -                  | -                  | -                  | -                  | -                  | CSM         | 8           | 4           | 3           | 1           | 24     | 12     | 8      | 4      | 50,00      | Dimis.           |
| 2001                       | Botafogo                   | A                          | 9          | 3          | 1          | 5          | -               | -               | -               | -               | -               | -                  | -                  | -                  | -                  | -                  | -           | -           | -           | -           | -           | 9      | 3      | 1      | 5      | 33,33      | Sub. 23°         |
| 2002                       | Botafogo                   | RJ+A                       | 25+8       | 10+2       | 8+2        | 7+4        | CB              | 6               | 2               | 3               | 1               | -                  | -                  | -                  | -                  | -                  | R-SP        | 15          | 6           | 5           | 4           | 54     | 20     | 18     | 16     | 37,04      | Eson. Sub. Eson. |
| Totale Botafogo            | Totale Botafogo            | Totale Botafogo            | 77         | 28         | 21         | 28         |                 | 6               | 2               | 3               | 1               |                    | -                  | -                  | -                  | -                  |             | 15          | 6           | 5           | 4           | 98     | 36     | 29     | 33     | 36,73      |                  |
| 2002                       | Atlético Paranaense        | A                          | 6          | 3          | 1          | 2          | -               | -               | -               | -               | -               | -                  | -                  | -                  | -                  | -                  | -           | -           | -           | -           | -           | 6      | 3      | 1      | 2      | 50,00      | Sub. 14°         |
| Totale Atlético Paranaense | Totale Atlético Paranaense | Totale Atlético Paranaense | 62         | 32         | 15         | 15         |                 | 5               | 3               | 1               | 1               |                    | -                  | -                  | -                  | -                  |             | -           | -           | -           | -           | 67     | 35     | 16     | 16     | 52,24      |                  |
| 2003                       | Ponte Preta                | A1/SP+A                    | 12+46      | 4+11       | 4+18       | 4+17       | -               | -               | -               | -               | -               | -                  | -                  | -                  | -                  | -                  | -           | -           | -           | -           | -           | 58     | 15     | 22     | 21     | 25,86      | 21°              |
| 2004                       | Flamengo                   | RJ+A                       | 15+16      | 8+2        | 3+6        | 4+8        | CB              | 12              | 8               | 3               | 1               | -                  | -                  | -                  | -                  | -                  | -           | -           | -           | -           | -           | 43     | 18     | 12     | 13     | 41,86      | Eson.            |
| 2005                       | Fluminense                 | RJ+A                       | 15+42      | 8+19       | 3+11       | 4+12       | CB              | 12              | 7               | 2               | 3               | CS                 | 6                  | 3                  | 1                  | 2                  | -           | -           | -           | -           | -           | 75     | 37     | 17     | 21     | 49,33      | 5°               |
| 2006                       | Internacional              | G+A                        | 18+38      | 13+20      | 4+9        | 1+9        | -               | -               | -               | -               | -               | CL                 | 14                 | 8                  | 5                  | 1                  | Cmc         | 2           | 2           | 0           | 0           | 72     | 43     | 18     | 11     | 59,72      | 2°               |
| 2007                       | Internacional              | G+A                        | 16+21      | 7+8        | 4+7        | 5+6        | -               | -               | -               | -               | -               | CL                 | 6                  | 3                  | 1                  | 2                  | -           | -           | -           | -           | -           | 43     | 18     | 12     | 13     | 41,86      | Eson. Sub. 11°   |
| 2008                       | Internacional              | G+A                        | 20+3       | 15+0       | 2+1        | 3+2        | CB              | 6               | 4               | 0               | 2               | -                  | -                  | -                  | -                  | -                  | -           | -           | -           | -           | -           | 29     | 19     | 3      | 7      | 65,52      | Eson.            |
| 2008-2009                  | Al-Jazira                  | UAE                        | 22         | 11         | 6          | 5          | CEA+EC          | 2+8             | 1+5             | 1+0             | 0+3             | ACL                | 6                  | 0                  | 5                  | 1                  | -           | -           | -           | -           | -           | 38     | 17     | 12     | 9      | 44,74      | 2°               |
| 2009-2010                  | Al-Jazira                  | UAE                        | 22         | 15         | 6          | 1          | CEA+EC          | 3+9             | 2+6             | 1+3             | 0+0             | ACL                | 6                  | 1                  | 1                  | 4                  | -           | -           | -           | -           | -           | 40     | 24     | 11     | 5      | 60,00      | 2°               |
| 2010-2011                  | Al-Jazira                  | UAE                        | 22         | 16         | 5          | 1          | CEA+EC          | 5+10            | 5+2             | 0+4             | 0+4             | ACL                | 6                  | 0                  | 1                  | 5                  | -           | -           | -           | -           | -           | 43     | 23     | 10     | 10     | 53,49      | 1°               |
| 2011                       | Fluminense                 | A                          | 35         | 18         | 3          | 14         | -               | -               | -               | -               | -               | -                  | -                  | -                  | -                  | -                  | -           | -           | -           | -           | -           | 35     | 18     | 3      | 14     | 51,43      | Sub. 3°          |
| 2012                       | Fluminense                 | RJ+A                       | 19+38      | 12+22      | 2+11       | 5+5        | -               | -               | -               | -               | -               | CL                 | 10                 | 6                  | 2                  | 2                  | -           | -           | -           | -           | -           | 67     | 40     | 15     | 12     | 59,70      | 1°               |
| 2013                       | Fluminense                 | RJ+A                       | 18+9       | 10+3       | 5+0        | 3+6        | -               | -               | -               | -               | -               | CL                 | 10                 | 4                  | 3                  | 3                  | TSC         | 3           | 0           | 2           | 1           | 40     | 17     | 10     | 13     | 42,50      | Eson.            |
| 2014                       | Internacional              | G+A                        | 19+38      | 16+21      | 2+6        | 1+11       | CB              | 5               | 2               | 1               | 2               | CS                 | 2                  | 0                  | 1                  | 1                  | -           | -           | -           | -           | -           | 64     | 39     | 10     | 15     | 60,94      | 3°               |
| lug.-dic. 2015             | Al-Jazira                  | UAE                        | 11         | 3          | 2          | 6          | CEA+EC          | 0+5             | 0+0             | 0+4             | 0+1             | -                  | -                  | -                  | -                  | -                  | -           | -           | -           | -           | -           | 16     | 3      | 6      | 7      | 18,75      | Eson.            |
| Totale Al-Jazira           | Totale Al-Jazira           | Totale Al-Jazira           | 77         | 45         | 19         | 13         |                 | 42              | 21              | 13              | 8               |                    | 18                 | 1                  | 7                  | 10                 |             | -           | -           | -           | -           | 137    | 67     | 39     | 31     | 48,91      |                  |
| 2017                       | Fluminense                 | RJ+A                       | 17+38      | 9+11       | 4+14       | 4+13       | CB              | 8               | 4               | 1               | 3               | CS                 | 8                  | 4                  | 1                  | 3                  | PL          | 4           | 1           | 1           | 2           | 75     | 29     | 21     | 25     | 38,67      | 14°              |
| 2018                       | Fluminense                 | RJ+A                       | 14+12      | 7+4        | 5+2        | 2+6        | CB              | 4               | 2               | 0               | 2               | CS                 | 2                  | 1                  | 0                  | 1                  | -           | -           | -           | -           | -           | 32     | 14     | 7      | 11     | 43,75      | Eson.            |
| 2019                       | Flamengo                   | RJ+A                       | 17+6       | 11+3       | 5+1        | 1+2        | CB              | 1               | 1               | 0               | 0               | CL                 | 6                  | 3                  | 1                  | 2                  | -           | -           | -           | -           | -           | 30     | 18     | 7      | 5      | 60,00      | Dimis.           |
| Totale Flamengo            | Totale Flamengo            | Totale Flamengo            | 54         | 24         | 15         | 15         |                 | 13              | 9               | 3               | 1               |                    | 6                  | 3                  | 1                  | 2                  |             | -           | -           | -           | -           | 73     | 36     | 19     | 18     | 49,32      |                  |
| 2019                       | Cruzeiro                   | A                          | 14         | 3          | 8          | 3          | -               | -               | -               | -               | -               | -                  | -                  | -                  | -                  | -                  | -           | -           | -           | -           | -           | 14     | 3      | 8      | 3      | 21,43      | Sub. Eson.       |
| 2020                       | Vasco da Gama              | RJ                         | 9          | 2          | 3          | 4          | CB              | 3               | 1               | 1               | 1               | CS                 | 2                  | 1                  | 1                  | 0                  | -           | -           | -           | -           | -           | 14     | 4      | 5      | 5      | 28,57      | Dimis.           |
| Totale Vasco da Gama       | Totale Vasco da Gama       | Totale Vasco da Gama       | 41         | 21         | 11         | 9          |                 | 8               | 3               | 4               | 1               |                    | 2                  | 1                  | 1                  | 0                  |             | -           | -           | -           | -           | 51     | 25     | 17     | 10     | 49,02      |                  |
| 2020-2021                  | Internacional              | A                          | 18         | 10         | 4          | 4          | -               | -               | -               | -               | -               | -                  | -                  | -                  | -                  | -                  | -           | -           | -           | -           | -           | 18     | 10     | 4      | 4      | 55,56      | Sub. 2°          |
| Totale Internacional       | Totale Internacional       | Totale Internacional       | 287        | 160        | 68         | 59         |                 | 11              | 6               | 1               | 4               |                    | 34                 | 16                 | 10                 | 8                  |             | 2           | 2           | 0           | 0           | 334    | 184    | 79     | 71     | 55,09      |                  |
| lug.-set. 2021             | Lugano                     | SL                         | 4          | 2          | 0          | 2          | CS              | 1               | 1               | 0               | 0               | -                  | -                  | -                  | -                  | -                  | -           | -           | -           | -           | -           | 5      | 3      | 0      | 2      | 60,00      | Eson.            |
| 2022                       | Fluminense                 | RJ+A                       | 15+3       | 11+1       | 2+1        | 2+1        | CB              | 1               | 1               | 0               | 0               | CL+CS              | 4+3                | 3+1                | 0+1                | 1+1                | -           | -           | -           | -           | -           | 26     | 17     | 4      | 5      | 65,38      | Dimis.           |
| Totale Fluminense          | Totale Fluminense          | Totale Fluminense          | 275        | 135        | 63         | 77         |                 | 25              | 14              | 3               | 8               |                    | 43                 | 22                 | 8                  | 13                 |             | 7           | 1           | 3           | 3           | 350    | 172    | 77     | 101    | 49,14      |                  |
| Totale carriera            | Totale carriera            | Totale carriera            | 1309       | 602        | 342        | 365        |                 | 136             | 74              | 32              | 30              |                    | 107                | 45                 | 27                 | 35                 |             | 40          | 17          | 13          | 10          | 1 592  | 738    | 414    | 440    | 46,36      |                  |

## Palmarès

### Giocatore
- Campionato Carioca: 5

Fluminense: 1971, 1973, 1975, 1976
Vasco da Gama: 1977

### Allenatore

#### Competizioni statali
- Campionato Paranaense: 2

Atlético-PR: 1998
Coritiba: 1999
- Campionato Carioca: 5

Flamengo: 2004, 2019
Fluminense: 2005, 2012, 2022
- Taça Guanabara: 3

Flamengo: 2004
Fluminense: 2012, 2022
- Taça Rio: 2

Fluminense: 2005
Flamengo: 2019

#### Competizioni nazionali
- Etisalat Emirates Cup: 1

Al-Jazira: 2009-2010
- UAE Arabian Gulf League: 1

Al-Jazira: 2010-2011
- Coppa del Presidente degli Emirati Arabi Uniti: 1

Al-Jazira: 2010-2011
- Campionato brasiliano: 1

Fluminense: 2012

#### Competizioni internazionali
- Coppa Libertadores: 1

Internacional: 2006
- Coppa del mondo per club: 1

Internacional: 2006